# Cyphon longior
Cyphon longior es una especie de coleóptero de la familia Scirtidae.

## Distribución geográfica
Habita en Islas Carolinas (Oceanía).